# Château de Brousse (Creuse)
Cet article concerne un château dans la Creuse. Pour celui dans l'Aveyron, voir Château de Brousse.
Le château de Brousse est situé dans le bourg de Brousse, dans le département de la Creuse, région Nouvelle-Aquitaine, en France. 

## Architecture
Le logis est dessiné en un plan rectangulaire d'environ 18m par 10m, flanqué d'une tourelle sur sa façade sud.
Sur le terrain clos, le château dispose d'une grange et d'un pigonnier visible de la route d'accès.